# 118 км (зупинний пункт, Дніпровська дирекція Придніпровської залізниці)
118 кіломе́тр — пасажирський залізничний зупинний пункт Дніпровської дирекції Придніпровської залізниці на неелектрифікованій лінії Самар-Дніпровський — Берестин між станціями Перещепине (10 км) та Бузівка (2 км). Розташований в селі Личкове Самарівського району Дніпропетровської області.

## Пасажирське сполучення
На платформі 118 км щоденно зупиняються дві пари приміських поїздів сполученням Дніпро — Берестин.